# برنامج فيغا

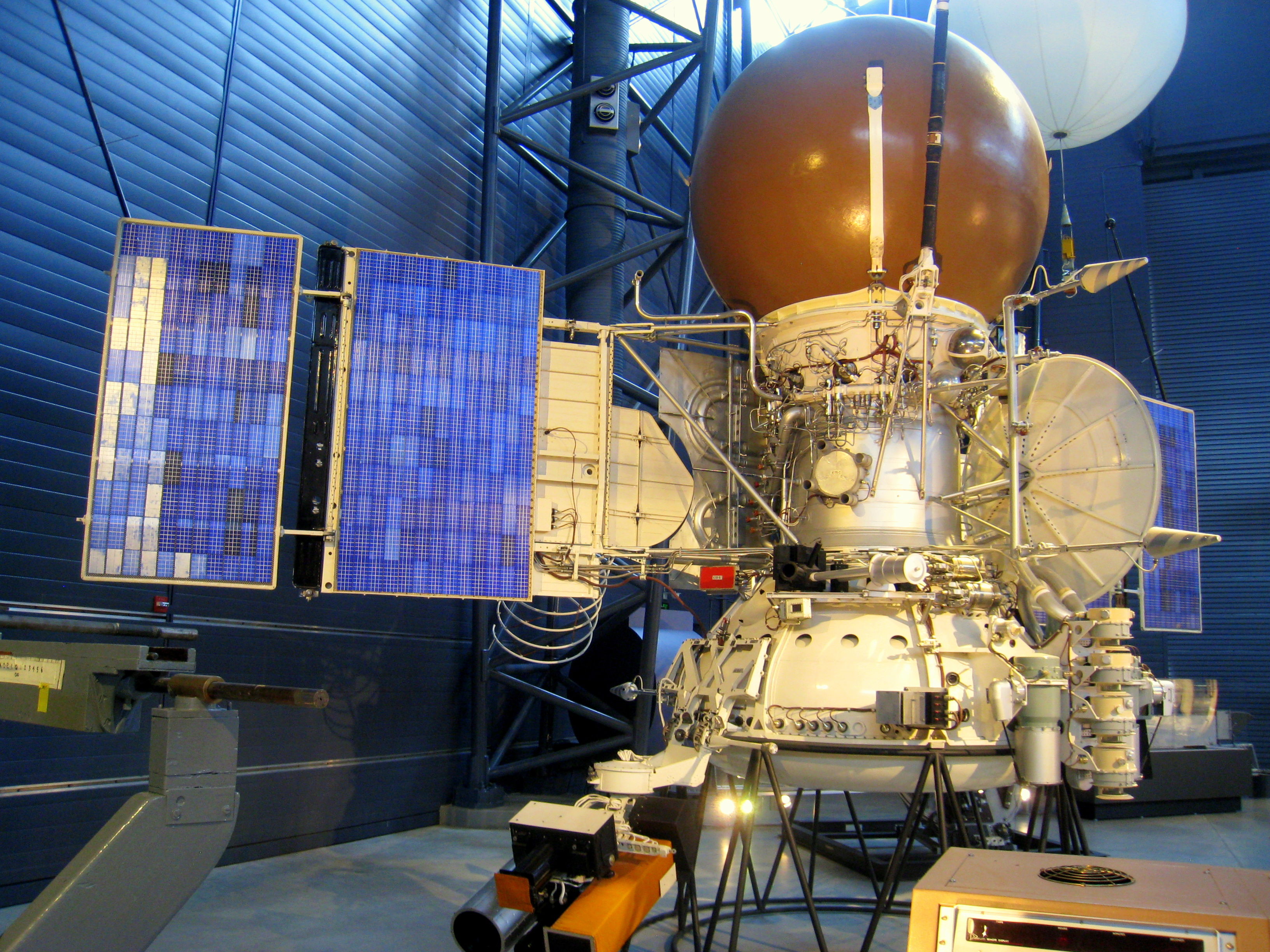

برنامج فيغا هو سلسلة من المهمات الفضائية التي كان هدفها دراسة كوكب الزهرة والتي استفادت من ظهور المذنب هالي سنة 1986. فيغا1 وفيغا2 كانتا سفينتين فضائيتين غير مأهولتين أطلقتا ضمن برنامج تعاون بين الاتحاد السوفياتي (الذي قام بتوفير السفينة الفضائية ومنصة الانطلاق) النمسا، بلغاريا ، المجر ،جمهورية ألمانيا الديموقراطية ، بولندا تشيكوسلوفاكيا،فرنسا، وجمهورية ألمانيا الفيدرالية في شهر ديسمبر من سنة 1984.
وهدفت هذه المهمة إلى دراسة كوكب الزهرة والاقتراب من مذنب هالي.